# FLYING IN THE SKY
『FLYING IN THE SKY』（フライング イン ザ スカイ）は、1994年5月25日に発売された鵜島仁文のデビューシングル。

## 概要
『機動武闘伝Gガンダム』第1期オープニングテーマ。歌詞には当アニメの主役機シャイニングガンダムの必殺技名「シャイニングフィンガー」（歌詞の表記上は『SHINING FINGER』）が使用されているなどタイアップを意識した作りとなっている。
CD+G仕様になっており、ディスプレイに接続された対応機種で再生すると画像が表示される。
2008年には、配信限定で『FLYING IN THE SKY 2008』が発表された。
c/wの「HEART AND BODY」は鵜島の歌唱曲（編曲者が公表されているもの）では2017年現在唯一、鵜島自身が編曲に携わっていない曲である。2017年配信の『Free Judgement (Remaster Deluxe Edition)』にてアルバム初収録。

## 収録曲
全作詞・作曲：鵜島仁文。
1. FLYING IN THE SKY（編曲：鵜島仁文、樫原伸彦）
2. HEART AND BODY（編曲：井上日徳）
3. FLYING IN THE SKY (Original Karaoke)（編曲：鵜島仁文、樫原伸彦）
4. HEART AND BODY (Original Karaoke)（編曲：井上日徳）

## 収録作品
- Free Judgement（オリジナル盤にはアルバムバージョンを、Remaster Deluxe Editionにはシングルバージョンを収録）
- 機動武闘伝Gガンダム GUNDAM FIGHT ROUND 1 & 2
- 機動武闘伝Gガンダム GUNDAM FIGHT ROUND 3（広東語バージョン、歌：葉富生）
- 機動武闘伝Gガンダム GUNDAM FIGHT ROUND 5（インスト2種）
- GUNDAM SINGLES HISTORY 2
- 機動戦士ガンダム ガンダムVS.ガンダム（アーケードゲーム・PSPソフト）
- 機動戦士ガンダム　ガンダムVSガンダムNEXT

## カバー
- 影山ヒロノブ
- Little Non
- 神谷浩史+小野大輔
- スピラ・スピカ